# مافيا (سلسلة)
مافيا (بالإنجليزية: Mafia)‏ هي سلسلة ألعاب فيديو أكشن مغامرات من تطوير شركة تو كي تشيك وهانجار 13 وتوزيع شركة تو كي جيمز، بدأت إنتاج الألعاب في سنة 2002 لعدة أنظمة من مايكروسوفت وبلاي ستيشن وإكس بوكس وأو إس 10، تعتبر هذه اللعبة من أشهر ألعاب العالم المفتوح مع جي تي أي التي تدور أحداثها في الستينات من القرن الماضي والتي تروي حرب المافيات في الولايات المتحدة. تم إصدار لعبة مافيا: مدينة الجنة المفقودة في عام 2002 وفي عام 2010 تم إصدار لعبة مافيا 2 وفي عام 2016 تم إصدار لعبة مافيا 3.